# Karin M. Karlberg
Karin M. Karlberg, född 1969, är en svensk förskollärare och författare från Linköping, men numera bosatt i Skara. Hon debuterade 2018 med feelgoodromanen "Småstadspuls", som gavs ut av Bokförlaget SOL. Boken utspelar sig i den fiktiva västgötska sjöstaden Sandköping. "Småstadspuls" är den första delen i Sandköpingsserien. Uppföljaren "Decembersalsa" gavs 2020 ut på Joelsgården Förlag.